# Calle Bolívar (Tucumán)
La Calle Simón Bolívar es una calle de San Miguel de Tucumán, Tucumán, Argentina. Se extiende desde la avenida Sáenz Peña hasta la calle Agustín Maza, y otro tramo en el Barrio San Martín. Lleva el nombre de Simón Bolívar, quien fuera líder de la independencia de Venezuela, Colombia, Ecuador y Panamá.

## Historia
La calle fue abierta en 1887 durante la intendencia de José Padilla. En el sitio de esta calle, se libró la Batalla de Tucumán y se construyó el fortín de la Ciudadela por orden de José de San Martín. Además Manuel Belgrano habitó por cuatro años en la llamada Casa Belgraniana, actual museo Casa Belgraniana-Solar Histórico.
Durante el siglo XX se construyeron diversos edificios emblemáticos sobre la calle, como el Estadio La Ciudadela, el ya demolido Chalet Carmen Reto, el Club Central Córdoba y la Escuela de la Patria, entre otros. Asimismo, se desarrolló el barrio Ciudadela en conjunto a la cancha de San Martín, adquiriendo un perfil residencial.

## Sitios de Interés
A lo largo de esta calle se desarrollan varios lugares de interés y emblemáticos:
- Instituto Carlos Pellegrini
- Facultad de Artes UNT
- Plaza San Martín
- Plaza Los Decididos de Tucumán
- Sede Dirección de Arquitectura y Urbanismo
- Sede Dirección Provincial de Agua
- Casa Belgraniana
- Club Atlético Central Córdoba de Tucumán
- Club Caja Popular de Ahorros
- Plaza La Ciudadela
- Estadio La Ciudadela